# Tal'at Fu'ad Qasim
Ṭalʿat Fuʾād Qāsim, scritto talora Qassim (in arabo  طلعت فؤاد قاسم‎?; ... – 1995), è stato un leader fondamentalista egiziano della al-Jamāʿa al-Islāmiyya (Gamāʿa Islāmiyya) fin quando non ottenne asilo politico dalla Danimarca.

## Biografia
Fu giustiziato in segreto nel 1995 dalle autorità egiziane, dopo essere stato catturato dalle autorità statunitensi, in ottemperanza al principio, recentemente adottato, della cosiddetta "extraordinary rendition". Qasim iniziò la sua attività politica nella Gamāʿa Islāmiyya alla fine degli anni settanta, quando era a capo dell'organizzazione studentesca nell'Università di al-Minya, nell'Alto Egitto. Secondo alcune fonti, era il superiore diretto di Khalid al-Islambuli - assassino del Presidente della Repubblica egiziana Anwar al-Sadat - nell'organigramma dell'organizzazione.
Fu arrestato a incarcerato a seguito dell'omicidio ma riuscì a evadere dopo aver trascorso otto anni in prigione. Si unì allora al movimento al-Jihād contro i sovietici che avevano invaso l'Afghanistan, operando da Peshāwar (Pakistan). Nel 1989 divenne il capo della Gamāʿa Islāmiyya. Dopo essere stato condannato a morte in contumacia da una Corte di sicurezza egiziana, ottenne asili politico in Danimarca, malgrado avesse pubblicamente fatto una dichiarazione in favore del terrorismo contro i civili per far affermare i suoi principi.
Nel settembre del 1995 fu sequestrato in Croazia durante un suo viaggio in Bosnia. La sua cattura fu organizzata dalle autorità statunitensi, che avevano deciso che egli costituiva una minaccia per gli interessi USA nel mondo. Dopo essere stato interrogato a bordo di una nave da guerra dell'U.S. Navy, fu consegnato nelle mani delle autorità egiziane in acque internazionali. Qasim, che era stato processato e condannato in contumacia da un tribunale militare nel 1992, fu quindi messo a morte dal governo egiziano, si dice dopo aver subito torture. Secondo l'organizzazione Human Rights Watch, quello di Qasim fu il primo caso di "extraordinary rendition"; a distanza di sei anni dagli attentati dell'11 settembre 2001 contro le città di New York e Washington.